# Muối thánh

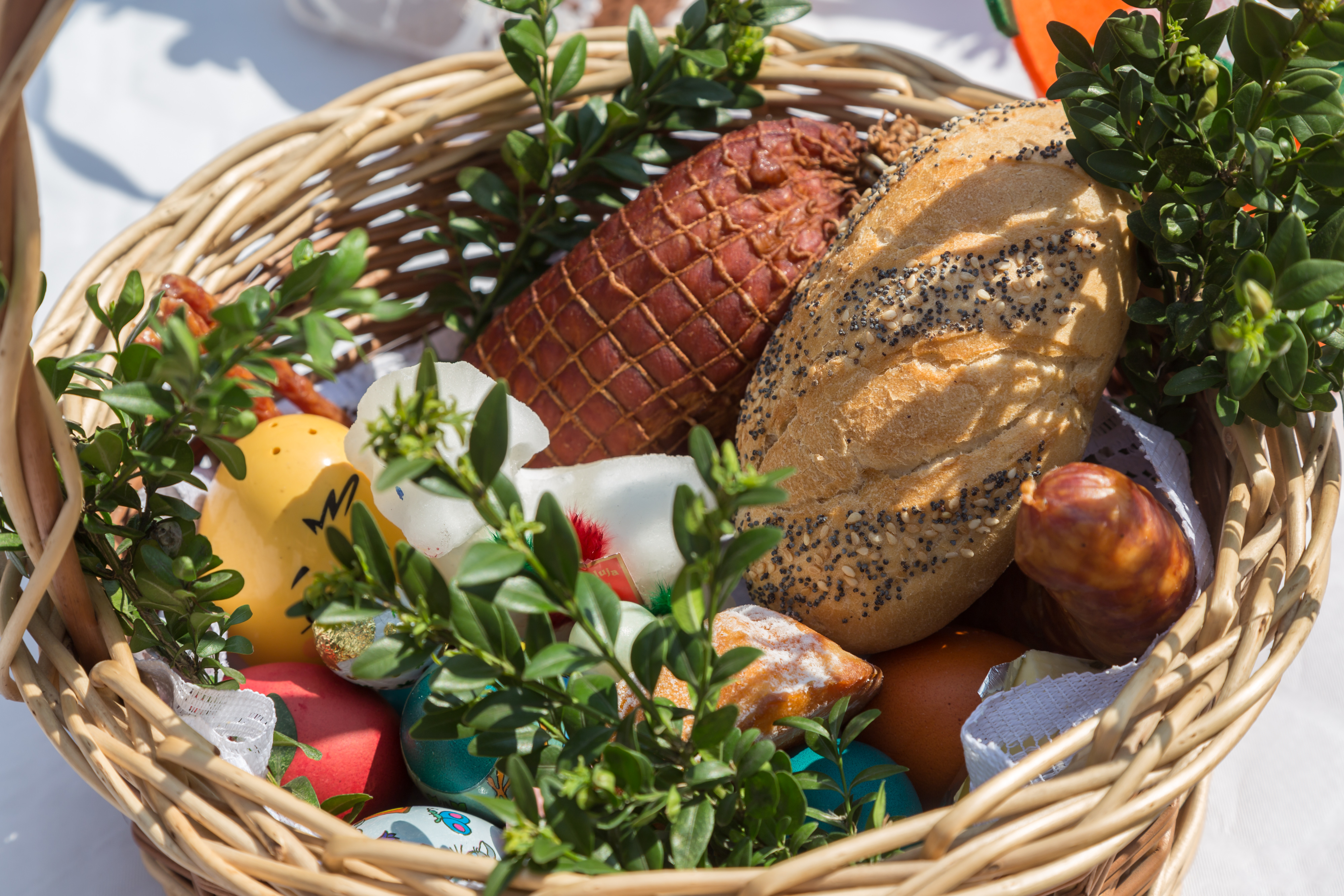
Một giỏ đồ thức ăn phục sinh trong đó có muối thánh (bịch màu trắng)

Muối thánh (Blessed salt) hay muối làm phép thánh đã được sử dụng dưới nhiều hình thức khác nhau trong suốt lịch sử của Cơ đốc giáo. Trong số những người theo đạo Cơ đốc thời kỳ ban đầu, việc sử dụng muối thánh để ban phước thường diễn ra cùng với phép báp têm. Vào thế kỷ IV, vị Thánh Công giáo là Augustinô thành Hippo đã đặt tên cho những nghi thức thực hành tôn giáo này là "những hình thức hữu hình của các ân sủng vô hình". Tuy nhiên, việc sử dụng muối thánh vào thời hiện đại của nó như một bí tích hầu như vẫn chỉ giới hạn trong việc sử dụng muối thánh với nước thánh trong Hiệp hội Anh giáo  và Giáo hội Công giáo La Mã. Nước thánh và muối là những á bí tích là là những dấu chỉ thánh nhờ đó con người được chuẩn bị lãnh nhận hậu quả chính yếu của các bí tích và thánh hóa.
Việc những Cơ đốc nhân là dân Chúa sử dụng muối cho các mục đích tôn giáo có lịch sử từ lâu và muối tiếp tục được các Kitô hữu sử dụng ngay từ thời sơ khai của Hội thánh, nhất là trong nghi lễ ở giáo triều Rôma. Ngày nay, việc sử dụng muối thánh trong phụng vụ phần lớn là dưới dạng thức ngoại thường, đặc biệt trong nghi thức trừ quỷ, trừ tà, rửa tội, tái cung hiến bàn thờ, và làm phép nước thánh, muối phước lành có thể được sử dụng trong sự ban phước của nước thánh. Muối thánh cũng thường được sử dụng trong việc làm phép nhà, bằng việc rắc muối hay thậm chí rải dưới dất thành hàng, với mục đích tạo ra một vòng bảo vệ khỏi ma quỷ được tái hiện trong một số phim kinh dị về những nghi lễ trừ tà, những người theo đạo chỉ cần đem một ít muối thông thường đến nhà thờ và xin linh mục làm phép là đã có muối thánh.